# Perdedor del billón de dólares
Billion Dollar Loser es un libro de 2020 de Reeves Wiedeman sobre WeWork y su fundador Adam Neumann .
El libro contiene entrevistas con empleados de WeWork y análisis de otros expertos de la industria, para relatar la fundación de la empresa de alquiler de espacios de oficinas WeWork y su rápido ascenso seguido de su posterior devaluación y su fallida oferta pública inicial (IPO) . El papel de Neumann como director ejecutivo y el culto a la personalidad que le rodea son el foco principal del libro.

## Recepción
El libro ha recibido críticas en su mayoría positivas de los críticos por su visión del éxito inicial y eventual devaluación de WeWork. Publishers Weekly escribió que era "un emocionante libro sobre el fantástico éxito y posterior colapso de WeWork". En un artículo para The New Republic, JC Pan lo describió como "una cronología exhaustiva de una empresa condenada no por una mala estrategia de negocios, o incluso por el desmesurado ego de Neumann, sino por la putrefacción de una economía posrecesión que alimentó un cierto tipo de manía de la clase inversora". Por otro lado, Walter Kirn describió el libro como una "advertencia" sobre Neumann.
Jennifer Szalai de The New York Times escribió que Wiedeman permitió que las pruebas y las anécdotas de la época de Neumann como director ejecutivo hablaran por sí solas, ilustrando un juego de confianza mediante el cual "Neumann se había hecho pasar por un visionario de la tecnología".  Kathryn Brenzel, en una reseña para la publicación comercial <i id="mwJQ">The Real Deal</i>, escribió que el libro era "más un resumen que una revelación". 